# Wilemowice
Wilemowice – wieś w Polsce położona w województwie opolskim, w powiecie nyskim, w gminie Kamiennik.
W latach 1975–1998 miejscowość administracyjnie należała do ówczesnego województwa opolskiego.

## Nazwa
W księdze łacińskiej Liber fundationis episcopatus Vratislaviensis (pol. Księga uposażeń biskupstwa wrocławskiego) spisanej za czasów biskupa Henryka z Wierzbna w latach 1295–1305 miejscowość wymieniona jest w zlatynizowanej formie Wylemowiczi w szeregu wsi lokowanych na prawie polskim iure polonico.
We wsi ma swoją siedzibę leśnictwo Wilemowice, które należy do nadleśnictwa Prudnik

## Historia
Od końca XVIII w. wieś posiadała pieczęć gminną, na której wizerunku przedstawiono przebite strzałą serce, z którego wierzchołka wyrastają trzy kwiaty.

## Zabytki
Do wojewódzkiego rejestru zabytków wpisany jest:
- zespół pałacowy, z XIX w.:
  - Pałac w Wilemowicach
  - park
  - folwark:
    - spichrz
    - stodoła
    - brama wjazdowa.

## Szlaki turystyczne
- Nowina - Bożnowice - Biskupi Las - Wilemowice leśniczówka - Kamiennik[10]
- Nowina - Rozdroże pod Mlecznikiem - Raczyce - Henryków - Skalice - Skalickie Skałki - Skrzyżowanie nad Zuzanką - Bożnowice - Ostrężna - Miłocice - Gromnik - Jegłowa - Żeleźnik - Wawrzyszów - Grodków - Żarów - Starowice Dolne - Strzegów - Rogów - Samborowice - Szklary - Wilemowice leśniczówka - Biskupi Las - Dębowiec - Ziębice[11]